# آبی یخی

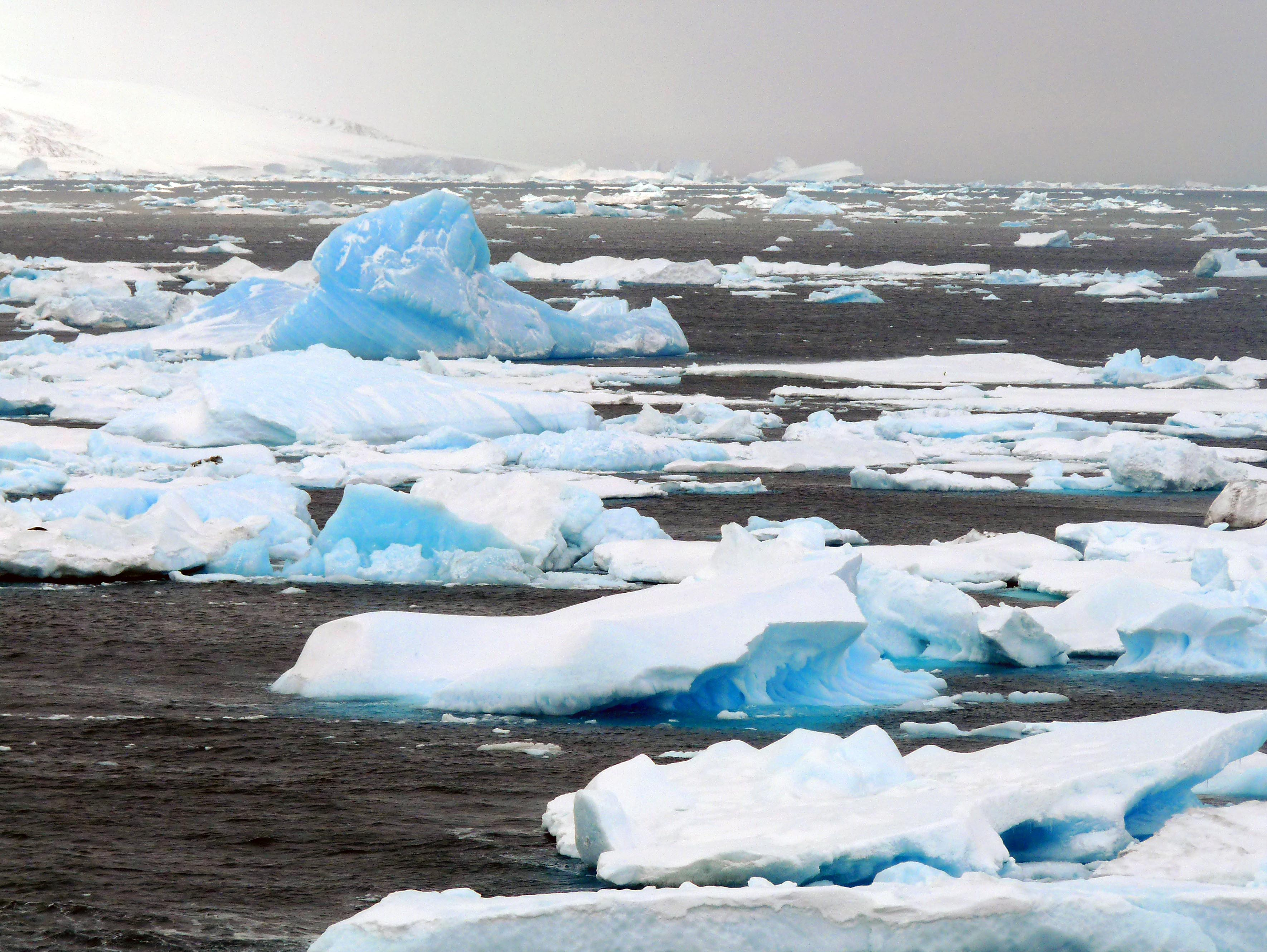
شناورهای یخی که رنگ آبی آلیس را در نور خورشید نشان می‌دهند.

آبی یخی یا آبی آلیس، رنگ کم‌رنگی از لاجوردی است که مورد علاقه آلیس روزولت لانگوورث، نقاش آمریکایی و دختر تئودور روزولت بود که جرقه‌ای از مد را در ایالات متحده برانگیخت.
این سایه خاص از آبی به دلیل رنگ بسیار کم‌رنگ آن که شامل یک رنگ آبی است مانند آبی یخی سفید (یا آبی-سفید) و آبی یخی نیز نامیده می‌شود.